# Narciso Zafra de la Torre
Narciso Zafra de la Torre (Jaén, 6 de marzo de 1963), investigador giennense y arqueólogo territorial de la Consejería de Cultura de la Junta de Andalucía desde 1992.

## Trayectoria
Su trayectoria investigadora se ha centrado en la Prehistoria reciente, la cultura ibérica, la arqueología del paisaje y el patrimonio arqueológico. Es uno de los principales investigadores de la zona patrimonial de Otíñar, y de la macro-aldea de Marroquíes Bajos junto con Francisca Hornos y Marcelo Castro, arqueólogos también de la Consejería de Cultura.
Está vinculado al Instituto Universitario de Investigación en Arqueología Ibérica y al grupo de investigación de la Universidad de Jaén HUM-357: Patrimonio arqueológico en Jaén.
Sus ilustraciones y planimetrías acompañan muchos de sus textos, colaborando además como ilustrador en otras publicaciones.

## Publicaciones destacadas
- Zafra de la Torre, N. (2017): Arqueología del Siglo de Oro. Estrategias de poder en Úbeda y Baeza. Jaén: Universidad de Jaén
- Zafra de la Torre, N. (2006): De los campamentos nómadas a las aldeas campesinas. La provincia de Jaén en la Prehistoria. Colección Jaén en el Bolsillo, 1. Jaén: Universidad de Jaén
- Zafra de la Torre, N. (2004): «Nombrar, apropiar. Arqueología del paisaje y toponimia en la aldea de Otíñar (Jaén), (1300-2000 DNE)». Arqueología y Territorio Medieval, 11, pp 23-58.
- Zafra de la Torre, N., Castro López, M. y Hornos Mata, F. (2003): «Sucesión y simultaneidad en un gran asentamiento: La cronología de la macro-aldea de Marroquíes Bajos, Jaén. c. 2500-2000 cal ANE». Trabajos de Prehistoria, 60 (2), pp 79-90
- Zafra de la Torre, N., Hornos Mata, F. y Castro López, M. (1999): «Una macro-aldea en el origen del modo de vida campesino: Marroquíes Bajos (Jaén, Spain) c. 2500-2000 cal. ANE». Trabajos de Prehistoria, 56 (1), pp 77-102
- Hornos Mata, F., Zafra de la Torre, N. y Castro López, M. (1998): «El patrimonio arqueológico de la provincia de Jaén: Bases para un plan de uso y gestión». Arqueología y Territorio Medieval, 5, pp 175-182